# Herreria stellata
Herreria stellata là một loài thực vật có hoa trong họ Măng tây. Loài này được Ruiz & Pav. mô tả khoa học đầu tiên năm 1802.